# Sel pendant la guerre de Sécession

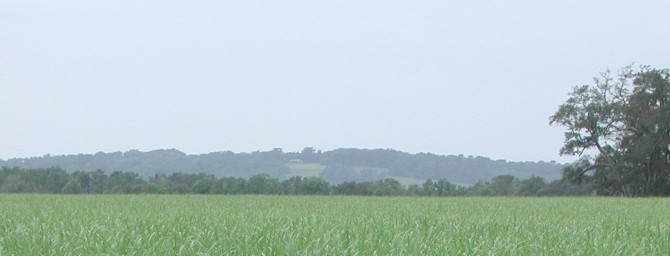
Sel pendant la guerre de Sécession.

Le sel est une ressource stratégique durant la guerre de Sécession. Il sert alors à la conservation des aliments mais est aussi nécessaire au traitement du cuir. 
Les plus importantes salines de la Confédération sont situées à Saltville, en Virginie. À la fin de l'année 1864, l'armée de l'Union tente par deux fois d'occuper ces salines qui constituent la dernière source de sel pour les États orientaux de la Confédération. En octobre 1864, les confédérés parvinrent à repousser les forces de l'Union lors de la première bataille de Saltville mais, en décembre, lors de la seconde bataille de Saltville, les nordistes menés par George Stoneman réussissent à endommager les salines. Deux mois plus tard, les confédérés parviennent à les remettre en fonctionnement, la destruction du réseau ferré alentour gênant néanmoins sa distribution,. Les greffiers locaux envoient des demandes en sel au gouvernement de l'État qui, en retour, alloue du sel aux comtés en fonction des demandes.  
Certains historiens affirment que la contribution la plus importante de la Floride à l'effort de guerre de la Confédération est la production de sel. Les salines de cet État, financées par un investissement de 10 millions de dollars, produisent alors nuit et jour du sel obtenu par ébullition d'eau de mer. Cette industrie est située principalement dans la zone située entre Saint Andrews Bay et St. Marks. Plusieurs fois, les forces de l'Union débarquent sur la côte uniquement pour détruire les chaudières. La législation de la Confédération exempte de la conscription les personnes travaillant dans l'industrie du sel, ce qui rend très attractifs les métiers du sel en Floride où l'on estime que 5 000 personnes travaillent.
L'île Petite Anse, au large de la côte de Louisiane, fournit aux États du Sud une importante source de sel gemme jusqu'à ce que l'Union prenne l'île. Néanmoins, les confédérés ne réalisèrent jamais que des dépôts de sel similaires se trouvent tout au long des côtes de la Louisiane et du Texas dans le golfe du Mexique, ce qui aurait grandement facilité leur approvisionnement s'ils en avaient pris conscience.

## Sources
- (en) Cet article est partiellement ou en totalité issu de l’article de Wikipédia en anglais intitulé « Salt in the American Civil War » (voir la liste des auteurs).